# Fredrik Nilsson (1870–1918)
Johan Fredrik Nilsson, född 28 mars 1870 i Uppsala, död 23 april 1918 i Stockholm, var en svensk typograf, bibliotekarie, journalist, kommunalpolitiker och folkbibliotekspionjär.
Fredrik Nilsson var son till gasverkseldaren Johan Erik Nilsson. Han arbetade som typograf i Stockholm och Uppsala 1890-1898 och blev under tiden där 1893 revisor i Typografiska föreningen i Stockholm, och blev 1894 dessutom bibliotekarie i föreningen. Han var 1894-1902 ledamot av styrelsen för Stockholms arbetarebiblioteksförbund, och arbetade som bibliotekarie vid Stockholms arbetarebibliotek. Sedan biblioteket 1902 inrymts i nya lokaler och fått ett större anslag blev Fredrik Nilsson heltidsanställd som bibliotekets förste bibliotekarie. 1898-1902 var han även journalist i Social-Demokraten. Nilsson var även ledamot av styrelsen för Centralförbundet för socialt arbete 1903-1909, ledamot av styrelsen för Folkbildningsförbundets bokförmedlingsbyrå 1903-1911. Han blev 1905 ledamot av Stockholms stadsfullmäktige och var som sådan ledamot av folkskoleöverstyrelsen/folkskoledirektionen från 1908, ledamot av barnavårdsnämnden 1909-1915, ledamot av ekonominämnden 1916-1917, ledamot av löneregleringskommissionen 1908-1909, ledamot av centralbibliotekskommittén 1910-1912, ledamot av beredningsutskottet från 1912 och var ledamot av styrelsen för Socialdemokratiska arbetarepartiets fullmäktigegrupp. Fackföreningsarkiv hade redan tidigare deponerats i arbetarebiblioteket, men 1902 bildade Fredrik Nilsson i samarbete med Oscar Borge Arbetarrörelsens arkiv som en avdelning av biblioteket med Borge som föreståndare. Ansvaret för arkivet övertogs 1906 av Socialdemokratiska arbetarepartiet och LO och i samband med det blev Fredrik Nilsson ledamot av arkivets styrelse. Nilsson var även från 1912 ledamot av styrelsen för ABF:s representantskap. Han var även revisor och budbärare i Sveriges storloge av IOGT 1913-1916. ledamot av styrelsen för Borgarskolan från 1914, ledamot av styrelsen för Sveriges allmänna biblioteksförening från 1915 och kassaförvaltare där 1915-1917.